# Lyra Celtica
Lyra Celtica is een concerto geschreven door de Brit John Foulds. Foulds had toen al lang de platgetreden paden van de Britse klassieke muziek verlaten. Hij kwam met een concert voor zangstem en orkest, het repertoire binnen dat genre was toentertijd uiterst klein, nu nog zijn ze dun gezaaid. De zangeres zingt tekstloos (vocalise).
Foulds combineert in dit concert de muziek van de Schotse Hebriden en India. Men vermoedt dat het gecomponeerd was voor zijn vrouw Maud MacCarthy die verdienstelijk kon zingen en zichzelf de Indiase muziekschema’s had bijgebracht. Foulds volgde later naar India en begon toen ook die muziek te bestuderen. Het gevolg is dat er een zeer zweverige solopartij wordt gezongen, die veel weg heeft van het gezang van de Sirenen. Een ijl zanggeluid klinkt spookachtig over de begeleiding. Het begin is echter ferm en bevat ook de cadens van de solist. In het werk separeerde en combineerde Foulds alle bekende (en ook onbekende) toonladdersystemen, hetgeen inhoudt dat de muziek continu moduleert. De muzikale "handtekening" van Foulds is verstopt in de solopartij, een paar neerwaartse bijna-glissandi door middel van het dalen van de stem over microtonen, in dit geval kwarttoonafstanden.
Hij kreeg zijn concert niet af. Er zijn twee delen voltooid; het derde is in de schetsfase blijven steken; er waren 150 maten geschreven, echter onvoldoende om het (door derden) te (laten) voltooien.

## Delen
1. Lento – Allegro commodo
2. Largo – Quasi allegretto piacevole

Opvolging binnen het oeuvre van Foulds is moeilijk aan te geven omdat tal van werken verloren zijn gegaan, dan wel helemaal niet geschreven. Of Ralph Vaughan Williams het ooit gehoord heeft is onbekend, wel is de gelijkenis qua zangmuziek met zijn Sinfonia antartica treffend.
Deze muziek vertoont geen enkele gelijkenis met Foulds’ Keltic Lament, een bijna-klassieker binnen het genre lichte muziek.

## Bron en discografie
- Uitgave Warner Classics: City of Birmingham Symphony Orchestra o.l.v. Sakari Oramo.